# FIRE BIRD (大平峻也のアルバム)
『FIRE BIRD』（ファイア・バード）は、大平峻也の2枚目のミニアルバム。2021年6月9日にビーイングから発売された。

## 収録曲

### 初回限定盤 Red Edition
1. FIRE BIRD
作詞・作曲：天月-あまつき-・宮田“レフティ”リョウ　編曲：宮田“レフティ”リョウ
テレビ東京「灼熱カバディ」オープニングテーマ[1]
2. CHANGE
作詞：海月光　作曲・編曲：杉田昌也
3. Hello World
作詞：川島亮祐　作曲・編曲：サクマリョウ
4. Memento
作詞・作曲・編曲：田中俊亮
5. 届かなくても
作詞・作曲：尾崎豪　編曲：賀佐泰洋
6. 廻天ストレイボーイ
作詞・作曲・編曲：Yussan
俳優の佐伯大地がゲストボーカルを担当[2]。

### 初回限定盤 Blue Edition
1. FIRE BIRD
2. CHANGE
3. Hello World
4. Memento
5. 届かなくても
6. 神様ドール
作詞・作曲：大平峻也[2]　編曲：桜村眞

### 通常盤
1. FIRE BIRD
2. CHANGE
3. Hello World
4. Memento
5. 届かなくても